# Margaret Beaufort
Margaret Beaufort, född 31 maj 1443, död 29 juni 1509, var en engelsk adelsskvinna, mor till kung Henrik VII av England. 
Hon var en viktig aktör i rosornas krig. På grund av hennes börd kunde hennes son göra anspråk på Englands tron som arvtagare till huset Lancasters anspråk, och hon arbetade för hans räkning i England genom sina kontakter medan han befann sig i exil i Frankrike. Tack vare det kungliga anspråk hon överförde på honom och de ansträngningar hon gjorde för hans sak, kunde Henrik VII bestiga tronen. Detta faktum gjorde att hennes son ansåg sig vara skyldig henne sin tron, och på grund av sin tacksamhet gav han henne en viktig maktposition under sin regeringstid. 
Hon var en inflytelserik person inom den engelska politiken i egenskap av sin sons rådgivare under hans regeringstid mellan 1485 och 1509. 

## Biografi
Margaret var dotter till John Beaufort, 1:e hertig av Somerset, sondotter till John Beaufort, 1:e earl av Somerset, och sonsons dotter till Johan av Gent och hans älskarinna Katherine Swynford; då Johan av Gent gifte sig med Katherine, blev deras barn, Beauforts, legitimerade, men deras ättlingar hindrades från att ärva tronen. Trots det är varje monark sedan Edvard IV av England deras ättling. 
Edvard och hans yngre bror Rikard III av England var söner till Cecily Neville, barnbarn till Johanna Beaufort och barnbarnsbarn till Johan av Gent och Katherine Swynford.
Margaret gifte sig fyra gånger, men fick bara ett barn. Det barnet kom att bli Henrik VII av England.
Margarets första bröllop, med John de la Pole, ägde rum 1450, då hon bara var ett barn, men annullerades efter en kort tid. Hennes släkting Henrik VI hade ännu inte några barn och funderade på att utse henne till sin efterträdare. Hon gifte sig med hans halvbror, Edmund Tudor, 1:e earl av Richmond. Edmund var kungens mors, änkedrottning Katarina av Valois äldste son i hennes illegala äktenskap med en walesisk page, Owen Tudor. 
Margarets son Henrik, den lancastriske tronpretendenten i slutet av Rosornas krig – den som vann alltihop och enade de båda husen genom att gifta sig med den yorkiska prinsessan Elizabeth av York – hade kungligt blod, men inget legalt anspråk på tronen. 
Edmund avled då Margaret bara var tretton och gravid. Födseln var besvärlig och ledde till att hon inte kunde få fler barn. Trots detta gifte hon snart om sig med sir Henry Stafford, son till Humphrey Stafford, hertig av Buckingham. Då han dog 1471, avlade hon ett kyskhetslöfte, något som dock inte hindrade henne att gifta sig med Thomas, lord Stanley, någon gång mellan 1473 och 1482. Stanley, som hade bytt sida flera gånger under Rosornas krig, valde att lura kung Rikard på slagfältet under slaget vid Bosworth Field 1485, och därigenom skänka segern till Margarets son Henrik Tudor. Stanley blev senare earl av Derby, vilket gjorde Margaret till grevinna av Derby, och hon var fortfarande änkegrevinna av Richmond. Hon var känd för sin bildning och fromhet, och hennes son sägs ha varit mycket fäst vid henne.

### Kungens mor
När hennes son besteg tronen som Henrik VII 22 augusti 1485, kom Margaret Beaufort att inta en framskjuten ställning som kungens mor. Hon antog titeln "My Lady the King's Mother" ("Hennes Nåd Konungens Moder"). Hon lät underskriva sig med signaturen Margaret R., samma signatur som vanligen användes av drottningar, där "R" stod för Regina (drottning). Hon inkluderade också Tudorkronan och skriften et mater Henrici septimi regis Angliæ et Hiberniæ ("och mor till Henrik VII, kung av England och Irland"). 
Hon bar samma klädedräkt som en drottning, och gick vid offentliga sammanhang nästan jämsides med sin svärdotter drottning Elisabet av York, istället för att uppge första rang till denna genom att gå bakom henne. Hon uppges ha legat bakom att änkedrottning Elizabeth Woodville förvisades från hovet. 
Hennes son lät återkalla Rickard III:s konfiskation av hennes egendom  och lät parlamentet förklara henne feme sole, det vill säga myndig, som om hon var en änka trots att hon var en gift kvinna, och hon fick därför laglig rätt att äga och förfoga över sin egendom utan sin makes inblandning.
Privat separerade Margaret Beaufort från Thomas Stanley och avlade år 1499 kyskhetslöfte i närvaro av biskopen av London, ett löfte hon avlade på nytt år 1504. Hon vistades ibland på sin egen privata bostad på godset Collyweston, och hennes son Henrik VII gav sin mor rätten som fredsdomare över Midlands and the North, territorierna som gränsade till Collyweston. 
Margaret Beaufort hade stort politiskt inflytande under sin sons regeringstid. Traditionellt har detta tillskrivit det faktum att hennes son var väl medveten om att han hade blivit kung tack vare att han var hennes son, och så länge han levde var angelägen att visa sin tacksamhet, då han ansåg att han var skyldig henne sin tron. Denna maktposition uppfattades inte som illegitim under en tidsålder när en son enligt religion och sed ansågs vara skyldig sin mor respekt och lydnad. 
Hon fungerade som hans politiska rådgivare och han följde hennes råd och delegerade också politiska uppgifter till henne. Han uttryckte i ett bevarat brev att han skulle vara glad över att lyda henne:"...inte endast i detta men i alla andra ting där jag känner er vilja".
Hennes makt och inflytande var öppet och allmänt erkänt, och den spanska ambassadören Pedro de Ayala noterade i en rapport från 1498 att kungen var "mycket influerad av sin mor", och samtida dokument bekräftar att Margaret normalt åtföljde kungaparet när de reste mellan sina olika residens.
Margaret Beaufort var även tätt inblandad i skötseln av kungabarnen. Hon upprättade ett kungligt protokoll för hur kungabarnen skulle uppfostras och utbildas. Både hon och hennes svärdotter skötte brevväxlingen med Ferdinand och Isabella när äktenskapet arrangerades mellan tronarvingen Arthur och Katarina av Aragonien. När Margaret Tudor trolovades med kungen av Skottland, såg hon till att giftermålet inte ägde rum förrän Margaret fyllde åtminstone fjorton, för att hon inte skulle bli gravid före könsmogen ålder, något som hänt med Margaret Beaufort själv. När Elisabet av York avled 1503, blev Margaret Beaufort även formellt kungafamiljens första dam, och övervakade helt uppfostran av sin sonson, den blivande Henrik VIII.   
Margaret Beaufort kom att bli känd för sin verksamhet som mecenat för bildning. År 1502 grundade hon två teologiprofessurer, en i Cambridge och en i Oxford. 

### Kungens farmor
Den 21 april 1509 dog hennes son Henrik VII. Han gjorde sin mor till sin testamentsexekutor, och säkerställde att makten smidigt och utan svårigheter överfördes på hennes sonson Henrik VIII . Hon arrangerade sin sons begravning och sin sonsons kröning. Hon intog den främsta platsen av alla kvinnliga deltagare på sin sons begravning. Hennes sonson och sonsons hustru Henrik VIII och Katarina av Aragonien kröntes 24 juni. När sedan Henrik VIII bildade sitt första kungliga råd, följde han sin farmors råd när han utnämnde dess medlemmar.
Margaret Beaufort avled den 29 juni samma år. 

## Inom konsten
Margaret Beauforts porträtt i bön, i sin rikt möblerade privata kammare, bakom hennes rum, är en unik inblick i den dåtida sengotiska aristokratiska engelska interiören. Den strama änkan kontrasterar mot hennes privata rums prakt, där varje yta är mönstrad, till och med golvet har växlande gräddfärgade och terrakottafärgade golvplattor.

## Galleri

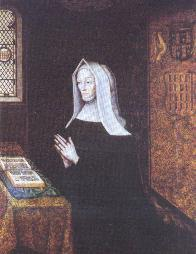
Margaret Beaufort, kungamor, i bön, av okänd konstnär omkring 1500.
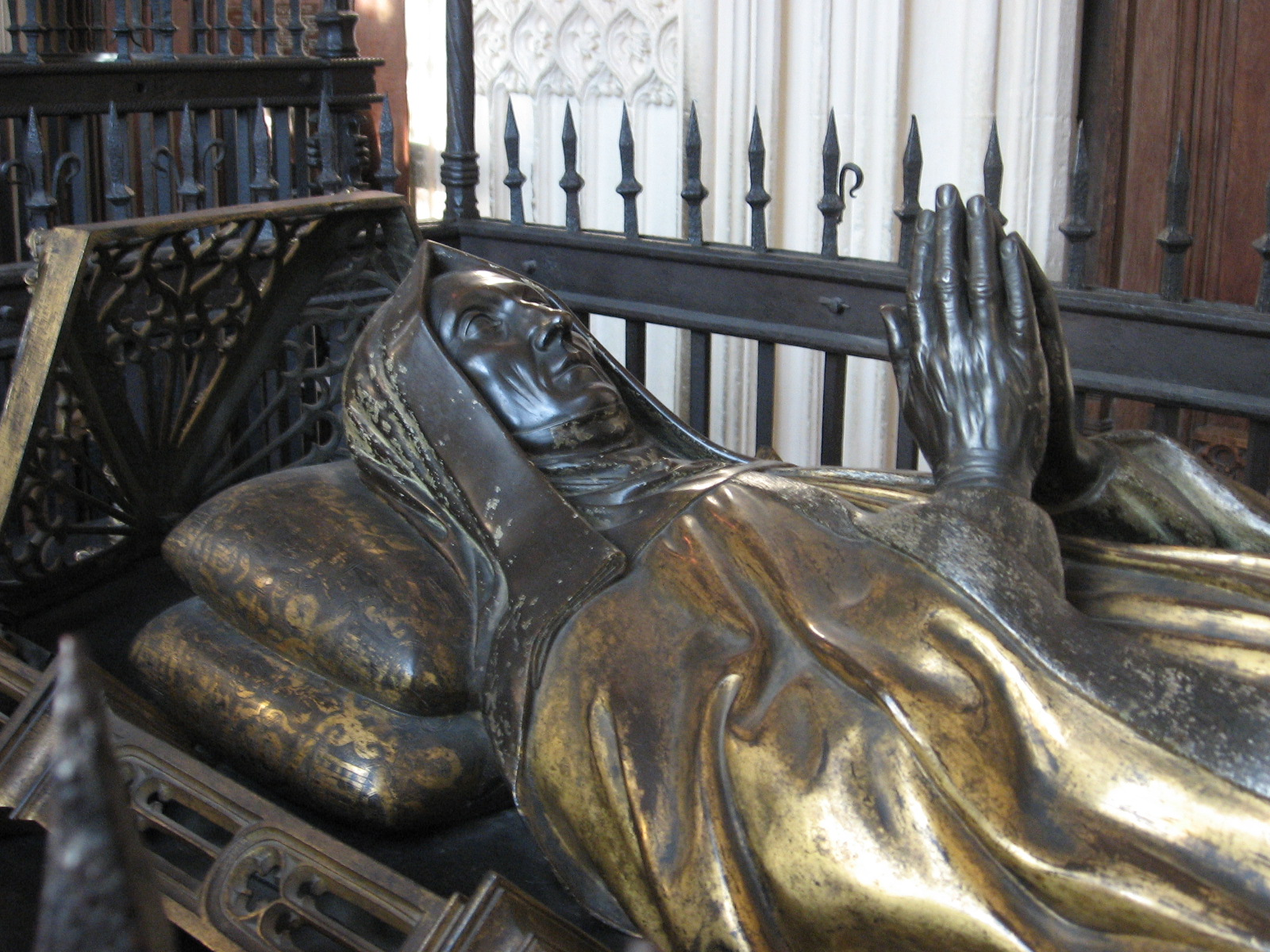
Margaret Beaufort grav i Westminster Abbey, mor till Henrik VII av England.